# الشجعة
تقع الشجعة في أقصى الشرق لمنطقة جازان بالمملكة العربية السعودية، وتحديداً في محافظة الدائر المعروفة على الحدود مع منطقة عسير وهي منطقة جبلية وعرة حيث تقع فيها أعلى قمة في منطقة جازان وتسمى قمة (الشباب) حيث يبلغ ارتفاعها أكثر من 2450 قدم، وتتميز الشجعة بمناخها المعتدل في فصل الصيف والشديد البرودة في فصل الشتاء وبمناظرها الخلابة وغاباتها المتشابكة الأشجار وجبالها الشاهقة الوعرة، وتشتهر قرية الشجعة بإنتاج العسل لكثرة وتنوع النباتات فيها.